# Colombia en los Juegos Olímpicos de Sídney 2000
Colombia estuvo representada en los Juegos Olímpicos de Sídney 2000 por un total de 44 deportistas, 25 hombres y 19 mujeres, que compitieron en 13 deportes.
La portadora de la bandera en la ceremonia de apertura fue la halterófila María Isabel Urrutia.
Con la medalla de oro ganada en halterofilia, Colombia fue uno de los 51 países que obtuvo al menos una presea dorada en esta edición.

## Medallistas
El equipo olímpico colombiano obtuvo la siguiente medalla:
| Nombre               | Deporte      | Competición |
| -------------------- | ------------ | ----------- |
| Oro                  |              |             |
| María Isabel Urrutia | Halterofilia | 75 kg F     |
| Plata                |              |             |
| —                    |              |             |
| Bronce               |              |             |
| —                    |              |             |